# Leptogenys gagates
Leptogenys gagates é uma espécie de formiga do gênero Leptogenys, pertencente à subfamília Ponerinae.